# 33575 Joshuajacob
33575 Joshuajacob è un asteroide della fascia principale. Scoperto nel 1999, presenta un'orbita caratterizzata da un semiasse maggiore pari a 2,7350299 UA e da un'eccentricità di 0,0372366, inclinata di 2,53876° rispetto all'eclittica.